# Akupressurmatte

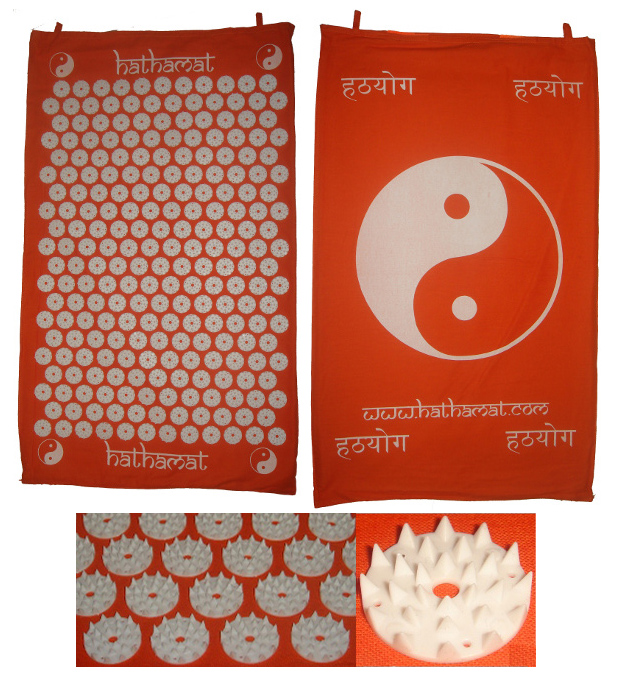
Nagelmatte: Vorder- und Rückseite, unten Detailaufnahmen

Akupressurmatte

Die Akupressurmatte (oder Nagelmatte) ist eine meist etwa handtuchgroße Matte, die mit spitzen Noppen aus Hartplastik bestückt ist. Akupressurmatten werden für Akupressurbehandlungen verwendet. Sie sollen Schmerzen lindern und Krankheiten von Schlafstörungen über Migräne bis zu Lungenkrankheiten heilen. Allerdings gibt es keine wissenschaftliche Untersuchung, die einen positiven Effekt gezeigt hätte. Nagelmatten werden auch zur Meditation verwendet.

## Geschichte

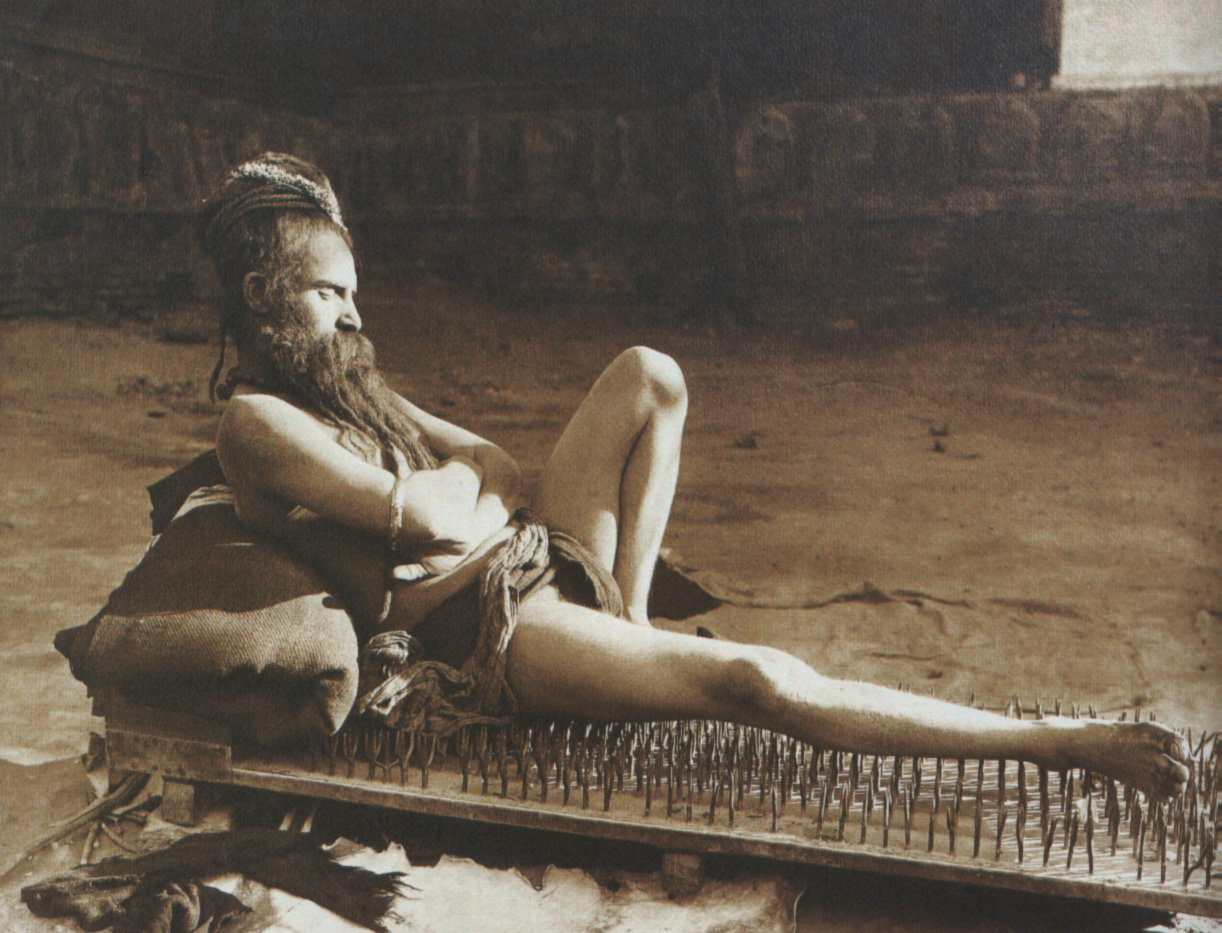
Fakir auf einem Nagelbrett (1907)

Vorläufer der Nagelmatten waren die Nagelbretter, die von Yogis oder Fakiren verwendet wurden, um Blockaden physischer, emotionaler oder mentaler Art zu beheben.
Die moderne Akupressurmatte wurde in Schweden entwickelt. Die Ursprünge liegen in der dortigen Yoga-Szene. Wesentlichen Anteil an der späteren Popularisierung hatte die Schwedin Susanna Lindelöw, die unter starken Rückenschmerzen mit wiederkehrenden Hexenschüssen gelitten und nach vielen anderen Versuchen eine Nagelmatte ausprobiert hatte. Sie bastelte sich die Nagelmatte aus zwei runden Holzfaserplatten und vielen langen Nägeln. Sie empfand das Liegen auf den Nägeln als schmerzhaft und legte sich deshalb mit einem T-Shirt auf die Matte. Letztlich führten ihre Versuche nach wenigen Monaten zum Erfolg. Inspiriert von dieser Erfahrung, entwickelte sie einen eigenen Prototyp aus Kunststoff und gründete eine Firma, die Ende 2005 mit der Produktion begann. Ihre Firma CuraComp stellte im Jahr 2009 etwa 100.000 Matten pro Jahr her. Von diesen wurden etwa 80 Prozent in Schweden verkauft, der Rest ging ins Ausland.
In Schweden wurden die Nagelmatten – dort spikmatta genannt, was wörtlich „Nagelteppich“ bedeutet – ab etwa 2008 sehr populär. Im August 2009 veranstaltete der schwedische Hersteller ShaktiMat ein Massentreffen von 3000 Nutzern in einem Park in Stockholm. Sie setzten oder legten sich auf ihre Matten, die wie Sonnenstrahlen angeordnet waren, und sangen zusammen Mantras. Die Aktion führte zu einem Eintrag im Guinness-Buch der Rekorde. Im November 2009 ernannte das schwedische Handelsinstitut die Nagelmatte zum „Weihnachtsgeschenk des Jahres“ mit der Begründung, sie sei ein Symbol für das Gesundheitsbewusstsein der Gesellschaft. Kurz darauf berichtete die New York Times über den neuen Trend aus Schweden.

## Varianten
Diverse Varianten von Akupressurmatten werden von verschiedenen Herstellern unter verschiedenen Namen vertrieben. Die Preise variieren zwischen ca. 20 Euro und 120 Euro.
Häufig verwendete Materialien sind Schaumstoff für die Innenmatte, Baumwolle für den Bezug und ABS-Hartplastik für die Aufsätze mit den Spitzen. Die Füllung kann auch aus Pflanzenfasern bestehen. Hochwertigere Modelle bestehen zum Beispiel aus einer Kokosfaser-Innenmatte und Aufsätzen aus HIPS-Kunststoff. Die von der Erfinderin Susanna Lindelöw entwickelten schwedischen Akupressurmatten bestehen ausschließlich aus Kunststoff.
Meist haben die Matten einige tausend spitze Noppen. Es gibt Modelle mit weniger als 1000 Spitzen und solche mit mehr als 10.000 Spitzen. Das ursprüngliche schwedische Modell aus Kunststoff hat nur 640 Spitzen mit einer Länge von 15 Millimetern. Diese längeren Spitzen ähneln dicken, stumpfen Nägeln. Bei der Produktion entstehen die Spitzen unmittelbar als Oberflächengestalt der Liegefläche. Akupressurmatten aus Textilien sind dagegen mit einigen hundert runden Kunststoffplättchen („Rosetten“) bestückt, auf deren Oberfläche viele kleine dornenförmige Noppen herausragen, die nur etwa 4 Millimeter lang sind. Die textilen Matten haben insgesamt etwa 5000 bis 8000 spitze Noppen. Die Druckverteilung auf wesentlich mehr Noppen bewirkt, dass der Druck an den einzelnen Kontaktpunkten (auch „Nadelreiz“ genannt) viel geringer ist und die Noppen sich nur wenig in die Haut einsenken. Bei Matten mit vergleichsweise wenigen Spitzen ist der Druck an den Kontaktpunkten größer. Je nach Bedarf können die Benutzer den Druck an den Kontaktpunkten durch das Tragen eines T-Shirts abmildern. Spezielle Akupressurmatten mit Magneten im Inneren sollen laut Hersteller die Effekte von Akupressur und Magnetfeldtherapie kombinieren.
Die meisten Akupressurmatten sind etwa 65 bis 75 Zentimeter lang und 40 bis 50 Zentimeter breit. Damit eignen sie sich für die Akupressurbehandlung des Rückens. Es gibt auch größere Modelle, zum Beispiel mit 130 Zentimeter Länge. Eine kleinere Matte aus Kunststoff ist etwa beim Transport auf Reisen vorteilhaft und auch zur Befestigung an einer Sessellehne geeignet. Bei einem Modell aus Schweden können einzelne Streifen aus Kunststoff als Module aneinandergesteckt werden, um die Länge der Matte an die Bedürfnisse des Nutzers anzupassen. Materialien wie Textilien und Schaumstoff haben den Vorteil, dass die Matte platzsparend aufgerollt werden kann.
Zusätzlich zu der Matte wird häufig ein vom Konzept her vergleichbares Kissen verwendet. Das Kissen dient zur Akupressurbehandlung im Nackenbereich, am unteren Rücken oder in den Kniekehlen. Die schwedische Erfinderin Susanna Lindelöw hat ein Sortiment von Produktvarianten für einzelne Körperregionen entwickelt: für den Schultergürtel, den unteren Rücken, die Oberschenkel, die Waden, die Füße und die Oberarme, teilweise mit der Auswahlmöglichkeit zwischen härterem oder weicherem Kunststoff als Material.

## Wirkung
Aufgrund der wenigen aussagekräftigen wissenschaftlichen Studien zur Wirkung von Akupressurmatten werden diese lediglich als Wellnessprodukte verkauft. Aufgrund derselben Eigenschaft handelt es sich bei der Anwendung von Akupressurmatten auch nicht um klassische Akupressur. Kurzfristige Schmerzlinderung durch die Matte lässt sich teilweise durch den Placebo-Effekt erklären. Allerdings kann das Wohlbefinden sich dadurch steigern, dass durch den Schmerzreiz Endorphine ausgeschüttet werden, und nach Verlassen der Matte der physikalische Stress durch die Spitzen wegfällt.